# 카나반병
카나반 병 또는 ASPA 결핍증(영어: Canavan disease)은 뇌의 척수에 중추신경계통의 해면변성증이 특징인 유전성 신경계통 질환 중 하나이다. 카나반 백색질장애라고 칭하기도 한다.

## 증상
증상은 지능발달장애, 진행성인 경성마비(痙性痲痺), 근육긴장저하, 발달지연, 큰머리증, 강직, 시력장애, 청력장애, 경련발작이다. 거의 모든 경우에서 생후 6개월까지에 머리둘레가 서서히 확대해서 봉합이개나 뇌척수액압의 상승이 있다. 주요한 병리적 변화는 뇌회부의 백질이 액체를 포함한 낭포양(해면양)이 되는 것이고 중심부 백질이나 내포는 비교적 침범되지 않는다. 뇌의 백질중세라미드디헥소사이드를 제외한 지질의 감소로 말초신경의 축삭변성도 생긴다.

## 원인
17번 염색체의 단완 말단(17pter-p13)에 위치하는 아스파토아실라제 (aspartoacylase) 유전자의 돌연변이가 원인이며, 상염색체 열성 유전된다. 유전자 돌연변이로 인해 효소가 전혀 생성되지 않거나 효소 활성이 저하된다. 특히 중추신경계에 아스파토아실라제가 존재하지 않을 경우 뇌에 N-acetylaspartic acid (NAA)가 축적되어 신경의 탈수초, 광범위한 공포형성 및 희소돌기아교세포의 부전을 일으켜서 카나반 병의 증상이 초래된다.

유전자형과 임상양상이 연관이 있는 것으로 알려져 있으며, 많은 수의 염기서열이 결손되었을 때 카나반병의 임상 양상이 심하게 나타나며 발생 시기도 생후 바로 나타나게 된다.